# Nosferatu à Venise
Pour les articles homonymes, voir Nosferatu.
Pour plus de détails, voir Fiche technique et Distribution.
Nosferatu à Venise (Nosferatu a Venezia) est un film d'horreur italien sorti en 1988. Censé à l'origine être une suite au film Nosferatu, fantôme de la nuit de Werner Herzog, le film n'entretient en fait aucun rapport avec celui-ci, en dehors de l'utilisation du titre Nosferatu et de la présence de Klaus Kinski dans un rôle de vampire.

## Synopsis
Le professeur Paris Catalano, un chasseur de vampires inefficace, se rend à Venise, ville où le vampire Nosferatu est apparu pour la dernière fois pendant le carnaval en 1786. Il espère venir à bout de l'indestructible et tout-puissant seigneur des morts-vivants. Catalano suppose que Nosferatu désire mettre fin à sa vie immortelle, mais un vampire ne peut mourir que si une femme vierge lui accorde son amour. Nosferatu séduit alors une princesse.

## Fiche technique
Sauf indication contraire, les informations mentionnées dans cette section peuvent être confirmées par la base de données cinématographiques IMDb,  présente dans la section « Liens externes ».
- Titre original : Nosferatu a Venezia
- Titre français : Nosferatu à Venise
- Réalisation : Maurizio Lucidi, Pasquale Squitieri, Mario Caiano, Luigi Cozzi et Augusto Caminito
- Scénario : Alberto Alfieri et Augusto Caminito
- Musique : Vangelis et Luigi Ceccarelli
- Photographie : Tonino Nardi
- Production : Augusto Caminito
- Pays de production :  Italie
- Langue de tournage : italien
- Format : couleur
- Genre : horreur
- Durée : 97 minutes
- Dates de sortie :
  - Italie : 8 septembre 1988
  - France : 15 septembre 1988

## Distribution
- Donald Pleasence : Don Alvise
- Klaus Kinski : Nosferatu
- Barbara De Rossi : Helietta Canins
- Christopher Plummer : le professeur Paris Catalano
- Yorgo Voyagis : Dr Barneval
- Anne Knecht : Maria Canins
- Elvire Audray : Uta Barneval
- Clara Colosimo : le médium
- Maria Cumani Quasimodo : la princesse
- Micaela Flores Amaya : une femme au camp des gitans
- Mickey Knox : le vieux prêtre

## Production
Le producteur Augusto Caminito imagina produire une suite au film Nosferatu, fantôme de la nuit (1977) de Werner Herzog, où Klaus Kinski reprendrait son rôle. Le comportement de l'acteur sur le tournage causa cependant de nombreux retards dans la prise de vue, faisant du film une catastrophe industrielle, malgré une distribution internationale.
L'acteur refusa tout d'abord de se raser la tête et de reprendre le maquillage qu'il portait dans le film de Herzog, arborant de longs cheveux blonds. En désaccord avec le nouveau réalisateur, Mario Caiano (les deux précédents étant partis à la suite de différends avec la production), Kinski lui lança un miroir tout en l'insultant violemment devant l'équipe lors d'une scène, provoquant la démission de Caiano. Caminito décida alors de réaliser le film lui-même, aidé de Luigi Cozzi,.
Kinski continuant à refuser de faire ce qu'on lui demande (il marche en dehors du cadre, ne vient et ne joue que lorsqu'il en a envie, etc.), le producteur, à court d'argent, interrompit le tournage et choisit de sortir le film tel quel. Ce fut un échec cuisant.